# Fator principal
Em álgebra, o fator principal de uma {\displaystyle {\mathcal {J}}}-classe J de um semigrupo S é igual a J se J é o núcleo de S, e a {\displaystyle J\cup \{0\}} caso contrário.

## Propriedades
- Um fator principal é um semigrupo simples, 0-simples ou nulo.[1]